# دودمان شاهمیری
سلسله شاهمیری توسط شاهمیر در کشمیر بنیانگذاری شد. در این دوران و خصوصاً زین العابدین شاهمیری که مقارن حمله تیمور به ایران بود عده‌ای از ایرانیان خصوصاً سادات و دروایش به کشمیر مهاجرت کرده و مورد تکریم وی قرار گرفتند. زبان فارسی نیز در کشمیر بعنوان زبان رسمی حکومتی انتخاب شد و گسترش یافت.